# Aus den Nördlichen Kalkalpen

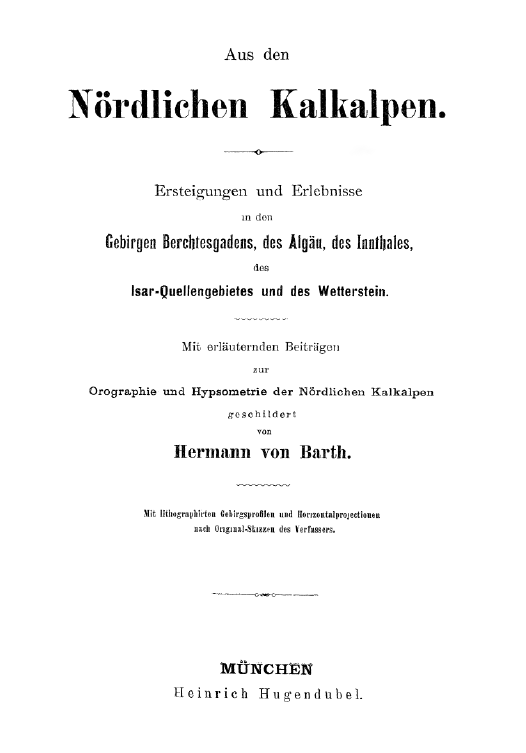
Titelblatt von Aus den Nördlichen Kalkalpen, erschienen 1874 bei Hugendubel

Aus den Nördlichen Kalkalpen ist ein Klassiker der Alpinliteratur, der 1874 von Hermann von Barth veröffentlicht wurde. Im Untertitel des Buchs bezeichnet der Autor seine Ersteigungen und Erlebnisse in den Gebirgen Berchtesgadener Alpen, dem Allgäu, und vor allem große Teilen des Karwendels mit vielen Erstbesteigungen nördlich des Inntals, des Isar-Quellengebietes und im Wetterstein.

## Inhalt
In den Berchtesgadener Alpen bestieg von Barth die südliche Watzmannspitze, die Schönfeldspitze im Steinernen Meer, die Göllkette, den Hochkönig, Gipfel der Reitalm, die Hocheisspitze und Teile des Hagengebirges. Im Allgäu konnte er Gipfel der Tannheimer Berge, den Hochvogel, die Trettachspitze an der Mädelegabel, das Hohe Licht, die Krottenköpfe und die Urbeleskarspitze in der Hornbachkette besteigen. Von seinen Ersteigungen im Karwendel schildert er unter anderem die des Hohen Brandjochs bei Innsbruck, der Speckkarspitze in der Hallthaler Kette, der Lamsenspitze im Stallental und der Oberen Platte im Mieminger Gebirge.

## Motivation und Form
Im Vorwort vom August 1874 erklärt von Barth, dass er ursprünglich vorhatte, einen reinen Alpin- und Touristenführer für die von ihm bewanderten und erforschten Nördlichen Kalkalpen zu schreiben. Auch auf Anregung der Verlagshandlung hin füllte er durch weitere Wanderungen und Bergersteigungen Lücken hinsichtlich der Erfassung der Gebiete und schilderte seine eigenen Erlebnisse bei den Ersteigungen der Gipfel. Sein Anliegen war es, ein übersichtliches Bild der ganzen Gebirgsgruppen neben gewissen orographischen und alpinistischen Zusatzinformationen zu geben. Er steuerte auch einige selbst erstellte Zeichnungen von Gebirgsansichten bei, um Gipfelformen und deren Anstiege darzustellen.

## Ausgabe
- Hermann von Barth: Aus den Nördlichen Kalkalpen. Amthor, Gera 1874 (Digitalisat, PDF, 86 MB); Nachdruck Bavarica-Reprint im Süddeutschen Verlag, München 1984, ISBN 3-7991-6217-8.

## Weblink
- Website zum Inhalt des Buchs